# Leevi Mutru
Leevi Mutru (Asikkala, 16 mei 1995) is een Finse noordse combinatieskiër. Hij vertegenwoordigde zijn vaderland op de Olympische Winterspelen 2018 in Pyeongchang.

## Carrière
Mutru maakte zijn wereldbekerdebuut in november 2014 in Kuusamo. In januari 2015 scoorde de Fin in Chaux-Neuve zijn eerste wereldbekerpunt. Op de wereldkampioenschappen noordse combinatie 2015 in Falun eindigde hij als 32e op de gundersen normale schans en als 35e op de gundersen grote schans. In de landenwedstrijd eindigde hij samen met Eetu Vähäsöyrinki, Ilkka Herola en Jim Härtull op de negende plaats. In januari 2017 behaalde Mutru in Lahti zijn eerste toptienklassering in een wereldbekerwedstrijd. In Lahti nam de Fin deel aan de wereldkampioenschappen noordse combinatie 2017. Op dit toernooi eindigde hij als 23e op de gundersen grote schans en als 31e op de gundersen normale schans. Samen met Eero Hirvonen, Ilkka Herola en Hannu Manninen eindigde hij als vijfde in de landenwedstrijd. Tijdens de Olympische Winterspelen van 2018 in Pyeongchang eindigde Mutru als 31e op de gundersen grote schans. In de landenwedstrijd eindigde hij samen met Ilkka Herola, Eero Hirvonen en Hannu Manninen op de zesde plaats.
Op de wereldkampioenschappen noordse combinatie 2019 in Seefeld eindigde hij als tiende op de gundersen normale schans en als 21e op de gundersen grote schans. Samen met Arttu Mäkiaho, Ilkka Herola en Eero Hirvonen eindigde hij als vijfde in de landenwedstrijd.

## Resultaten

### Olympische Spelen
| Jaar | Plaats      | Resultaten               |
| ---- | ----------- | ------------------------ |
| 2018 | Pyeongchang | 31e Gundersen LH 6e Team |

### Wereldkampioenschappen
| Jaar | Plaats  | Resultaten                                |
| ---- | ------- | ----------------------------------------- |
| 2015 | Falun   | 32e Gundersen NH 35e Gundersen LH 9e Team |
| 2017 | Lahti   | 31e Gundersen NH 23e Gundersen LH 5e Team |
| 2019 | Seefeld | 10e Gundersen NH 21e Gundersen LH 5e Team |

### Wereldbeker
Eindklasseringen
| Seizoen   | Plaats |
| --------- | ------ |
| 2014/2015 | 68e    |
| 2016/2017 | 36e    |
| 2017/2018 | 47e    |
| 2018/2019 | 38e    |
| 2019/2020 | 44e    |